# Cal Ferran de Querol
Cal Ferran de Querol és un edifici modernista de Reus (Baix Camp) construït per Pere Caselles i inclòs a l'Inventari del Patrimoni Arquitectònic de Catalunya.

## Descripció
Habitatge entre mitgeres, estructurat en planta baixa i tres pisos. Les entrades a la planta baixa són arcs molt rebaixats amb pilastres circulars adossades al mur amb capitells florals. Al primer pis hi ha dues obertures allindanades que formen un balcó corregut amb barana de ferro forjat. Tenen les llindes decorades amb quadres de rajoles de tipus vegetal, sobre seu hi ha les emmarca una franja de pedra a manera de guardapols. El segon pis segueix una tipologia molt semblant però hi ha dos balcons de menors dimensions. L'últim pis és on prolifera més el motiu ornamental. Una franja de mènsules disposades en sanefa fa de separació amb el pis inferior. Hi ha tres obertures: als costats finestres allindanades amb una columna amb capitell vegetal als cantons exteriors. Al centre trobem un balcó allindanat amb els muntants que imiten columnes jòniques en baix relleu i la llinda, un arc escarser. L'edifici és rematat per un balcó balustrat de pedra.

## Història
El 1900, Ferran de Querol i de Bofarull va fer construir aquest edifici al carrer de Llovera, a l'arquitecte Pere Caselles en un terreny de la seva propietat com a habitatge per a la seva família. L'any següent, el mateix arquitecte faria també per a Ferran de Querol la Casa Querol